# Uretrite
Uretrite significa inflamação da uretra. As causas podem ser variadas, contando-se contudo entre as mais frequentes as infeções.
As uretrites mais comuns são as infecciosas sexualmente transmissíveis, ou seja aquelas que são transmitidas durante relações sexuais.
Nos homens, essas infecções são muito mais graves, tanto em termos de sintomas quanto de gravidade, e pode resultar em inflamação crônica ou dano neurológico. Além disso, sua origem é frequentemente complicada (obstruções, estagnação de urina, ...). Muitas vezes, os homens são afetados por uretrite ou uretrocistite, e não por cistite "simples", dada a extensão do canal.

## Sintomas
Muito mais comum em homens. Em homens, a uretrite em geral começa com uma secreção purulenta da uretra, quando a causa é o microrganismo gonococo, ou com um exsudato mucoso quando se trata de outros microrganismos. Outros sintomas de uretrite são dor durante a micção, ejaculação e uma frequente e urgente necessidade de urinar. Uma infeção da vagina pode provocar dor durante a micção à medida que a urina, que é ácida, passa por cima dos lábios inflamados.

## Diagnóstico e tratamento
O diagnóstico de uretrite em geral faz-se considerando apenas os sintomas. Colhe-se uma amostra (zaragatoa e esfregaço uretral) da supuração, se existir, e envia-se para o laboratório para análise, a fim de identificar o organismo infeccioso.
O tratamento depende da causa da infeção. Caso se trate de uma infeção bacteriana, administram-se antibióticos. Uma infeção causada pelo vírus do herpes simples pode ser tratada com um medicamento antiviral, como o aciclovir.